# Huajúmbaro
Huajúmbaro es una localidad del estado mexicano de Michoacán. Es parte del municipio de Hidalgo.

## Toponimia
El nombre «Huajúmbaro» proviene de los términos en purépecha: huajumba, hierba huajumba; ro, lugar. Su significado es «Lugar de huajumbas».

## Demografía
| Gráfica de evolución demográfica |
|                                  |

| Censo | Población |
| ----- | --------- |
| 1900  | 64        |
| 1910  | 339       |
| 1921  | 179       |
| 1930  | 287       |
| 1940  | 512       |
| 1950  | 636       |
| 1960  | 672       |
| 1970  | 843       |
| 1980  | 1110      |
| 1990  | 1525      |
| 2000  | 1859      |
| 2010  | 2037      |
| 2020  | 1743      |